# Kyah Simon
Kyah Pam Simon, född 25 juni 1991 i Blacktown i New South Wales, är en australisk fotbollsspelare (forward) som spelar för Tottenham Hotspur. Hon hör till den aboriginska ursprungsbefolkningen och är den första spelaren av aboriginsk härkomst att göra mål för det australiska damlandslaget.
Sedan 2007 spelar hon i Australiens landslag. Tidigare har hon bland annat spelat i amerikanska klubblaget Boston Breakers och för det australiska klubblaget Sydney FC i A-League.